# تيم سيمونا
تيم سيمونا (بالإنجليزية: Tim Simona)‏ هو لاعب دوري الرغبي نيوزيلندي، ولد في 20 نوفمبر 1991 في أوكلاند في نيوزيلندا.